# منتصر عبد الموجود
منتصر عبد الموجود (1973-) هو كاتب مصري، ولد في دمنهور، مصر، حصل على ليسانس تربية في اللغة العربية وآدابها، وعمل في التدريس بوزارة التربية والتعليم المصرية منذ 1995، ويعمل نائبا لرئيس مهرجان طنطا الدولي للشعر.

## مؤلفات
صدرت له عدة أعمال أدبية منها:
- «حروب وهزائم: شعر»، سلسلة الكتاب الأول، المجلس الأعلى للثقافة، مصر 2004.[2]
- «الحنين … سلة المفقودات»، شعر، مؤسسة أكمل مصر، الإسكندرية، 2010.[3]
- «ثمة أشياء لن يجربها»، شعر، سلسلة الكتابة الأخرى، القاهرة، 2012.
- «في مديح البلدات الصغيرة»، الآن ناشرون وموزعون، 2019. [4]
- «معلم الآلة الكاتبة ولونه الواحد»، الآن ناشرون وموزعون، 2020. [5]
- «والغريب إذا تكلم»، الآن ناشرون وموزعون، 2021. [6]